# Breithorn Centrale
Il Breithorn Centrale (4.160 m s.l.m.) è una vetta del monte Breithorn. Si trova nel Gruppo del Monte Rosa lungo la linea di confine tra l'Italia (Valle d'Aosta) e la Svizzera (Canton Vallese).

## Caratteristiche

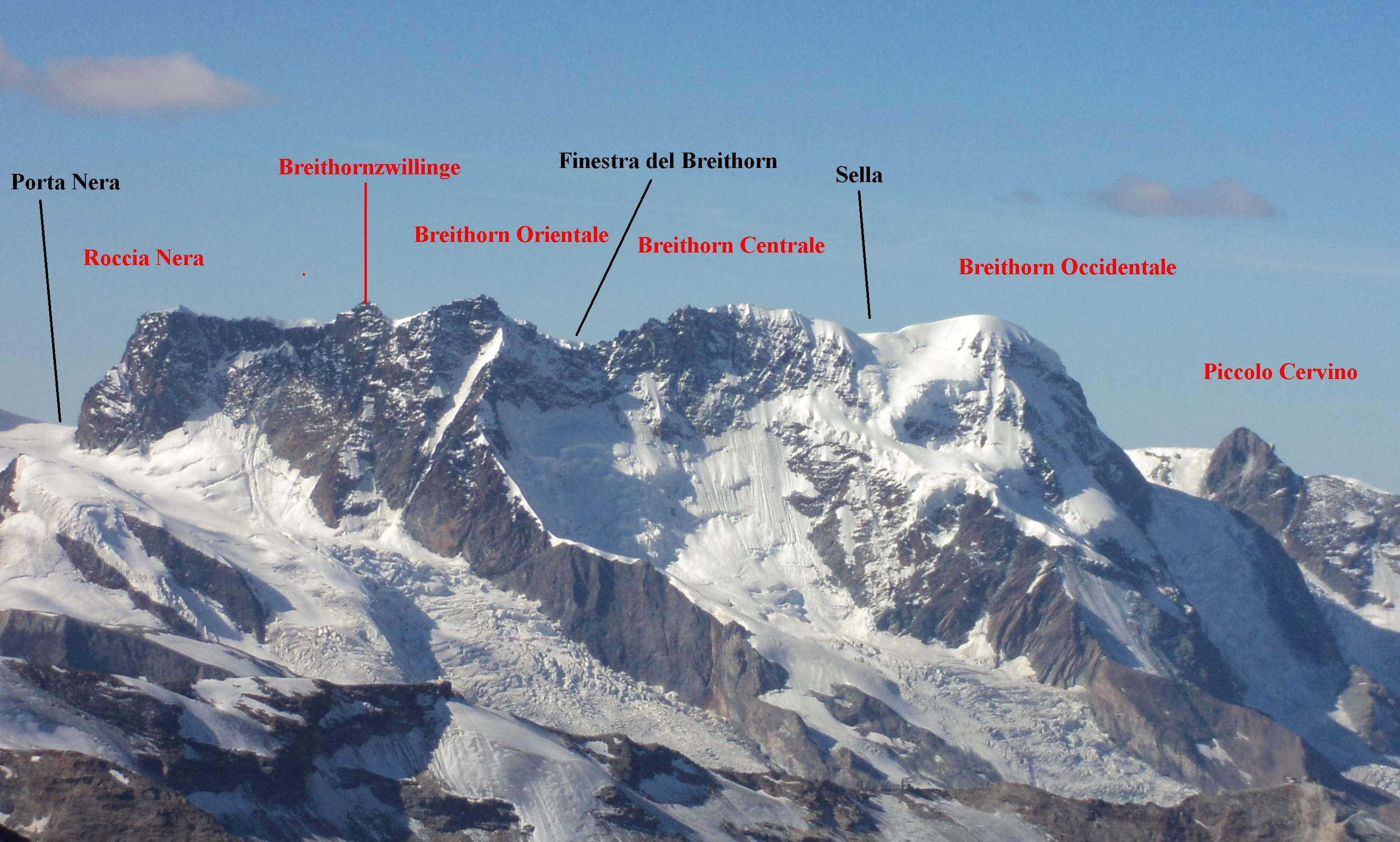
Il Monte Breithorn con evidenziate le varie vette.

Il Breithorn Centrale si trova tra il Breithorn Occidentale ed il Breithorn Orientale. La Sella (4.081 m) lo separa dal primo e la Finestra del Breithorn (4.014 m) lo separa dal secondo.

## Salita alla vetta
La salita alla vetta non presenta particolari difficoltà alpinistiche. Si può partire dal Piccolo Cervino (dove arriva la funivia da Zermatt) e si percorre parte del Grande Ghiacciaio di Verra, andando oltre la traccia che sale al Breithorn Occidentale. Infine si sale il versante sud della vetta.
In alternativa si può compiere la traversata dal Breithorn Occidentale percorrendo il filo di cresta che congiunge le due vette.